# 班玛县
班玛县（藏語：པད་མ་རྫོང，威利转写：pad ma rdzong，藏语拼音：Baima Zong，藏音貝瑪，即梵文“蓮花”一詞）是中华人民共和国青海省果洛藏族自治州东南部的一个县。其东部和南部与四川省接壤，境内有汇入大渡河的马可河和多柯河。面积6452平方公里，总人口約4万，其中藏族占95%以上。县人民政府驻赛来塘镇。

## 行政区划
班玛县下辖1个镇、8个乡：
赛来塘镇、多贡麻乡、马可河乡、吉卡乡、达卡乡、知钦乡、江日堂乡、亚尔堂乡和灯塔乡。

## 人口
根据(青海省)果洛州第七次全国人口普查公报显示：班玛县常住人口为31794人，男性人口占比52.37%，女性人口占比47.63%，年龄结构中0-14岁占比31.1%，15-59岁占比61.53%，60岁以上占比7.37%，65岁以上占比5.88%。

## 历史
因在脱贫攻坚战中作出突出贡献，2021年2月25日全国脱贫攻坚总结表彰大会上，班玛县扶贫开发局被授予“全国脱贫攻坚先进集体”。